# Gijs Vermeulen
Gijsbert Theodor ("Gijs") Vermeulen (Amsterdam, 7 mei 1981) is een Nederlandse roeier. Hij vertegenwoordigde Nederland op verschillende grote internationale wedstrijden. Tweemaal nam hij deel aan de Olympische Spelen en won hierbij één medaille.

## Biografie
Hij begon met roeien in 1996 bij Die Leythe. Hij studeerde economie en roeide sinds 2000 voor de Amsterdamse studentenroeivereniging Nereus. Hij heeft veel successen geboekt, waaronder driemaal het winnen van de Varsity. En als roeier van de nationale roeiploeg Holland Acht won hij, samen met verenigingsgenoten Chun Wei Cheung, Diederik Simon en Michiel Bartman, een zilveren medaille op de Olympische Spelen 2004 achter de Amerikanen. Ook won hij met de acht de Grand Challenge Cup van de Henley-Regatta.
Verder zat Vermeulen vanaf 2005 op slag in de nationale vierzonder (Holland 4), die op het WK 2005 (Gifu, Japan) en het WK 2006 (Eton, Engeland) respectievelijk een zilveren en bronzen medaille behaalde. Op 15 juli 2007 wisten zij tijdens de derde World Cup in Luzern een gouden medaille te behalen.
Tijdens de Olympische Spelen van 2008 in Peking werd de Holland 4 uiteindelijk achtste. In de halve finale eindigden ze als vierde in een tijd van 6.02,46 achter de nummers één Slovenië (5.56,08), twee Tsjechië (5.58,02) en drie Duitsland (5.58,72). Hierdoor misten ze de kans op een medaille. In de B-finale finishen ze uiteindelijk als tweede in een tijd van 6.06,37 achter Nieuw-Zeeland (6.06,30) en werd daarmee achtste in het totale klassement en verdienden daarmee als troost nog een Olympisch certificaat. Naar alle waarschijnlijkheid heeft loshangend wier op de baan, wat de nacht voor de wedstrijd door de Chinezen was gemaaid, de Holland 4 de das omgedaan tijdens de halve finale. Meeliftend wier kan namelijk op zo'n afstand al seconden kosten. Helaas kan dit nooit onomstotelijk als oorzaak worden aangetoond. De boot zelf werd na het finishen gecontroleerd en er werd toen niks gevonden.

## Belangrijkste roeifeiten internationaal
1998
- WK junioren JM4x, 7e - 6.09,67

1999
- WK junioren JM1x, 4e - 6.38,70

2001
- Wereldbeker II Sevilla M2x, 10e - 6.52,49
- Wereldbeker IV München M2x, 11e - 6.40,60
- WK onder 23 jr M2x, 6e - 6.44,65

2002
- Wereldbeker I Hazewinkel M4x, 9e - 6.05,82
- Wereldbeker II Luzern M4x, 9e - 5.55,84
- Wereldkampioenschap onder 23 M2x, 10e - 7.39,94
- Wereldkampioenschap Sevilla M4x, 11e - 5.56,45

2003
- Wereldbeker I Milaan M2x, 4e - 6.21,31
- Wereldbeker III Luzern M2x, 12e - 6.27,06
- Wereldkampioenschap Milaan M2x, 19e - 6.27,13

2004
- Wereldbeker I Poznan M8+, 4e - 5.32,47
- Wereldbeker II München M8+  - 5.54,33
- Winnaar Grand Challenge Cup, Henley Royal Regatta  -
- Olympisch kwalificatietoernooi, 1e
- Olympische Spelen Athene M8+  - 5.43,75

2005
- Wereldbeker I Eton M4-, 4e - 6.04,62
- Wereldbeker III Luzern M4-  - 5.54,68
- Wereldkampioenschap Gifu M4-  - 6.13,23

2006
- Wereldbeker I München M4-  - 6.00,74
- Winnaar Stewards Cup, Henley Royal Regatta
- Wereldbeker III Luzern M4-  - 6.00,19
- Wereldkampioenschap Eton M4-  - 5.45,54

2007
- Wereldbeker I Linz M4-  - 5.58,30
- Wereldbeker II Amsterdam M4-  - 5.53,17
- Wereldbeker III Luzern M4-  - 5.51,48
- Winnaar Worldcup klassement Mannenvierzonder
- Wereldkampioenschap München M4-  - 5.55,49

2008
- Wereldbeker I München M4- 4e - 6.37,42
- Wereldbeker II Luzern M4-  - 5.53,13
- Wereldbeker III Poznan M4-  - 6.11,61
- Winnaar Worldcup klassement Mannenvierzonder
- Olympische Spelen Peking M4- 8e - 6.06,37

## Belangrijkste roeifeiten nationaal
2002
- Winnaar Oude Vier Varsity

2003
- Winnaar Oude Vier Varsity
- NK 2x

2004
- NK 8+

2005
- Winnaar Oude Vier Varsity

2007
- NK 4-

2008
- NK 4-

Michiel Bartman · 
Geert-Jan Derksen · 
Gerritjan Eggenkamp · 
Jan-Willem Gabriëls · 
Daniël Mensch · 
Diederik Simon · 
Matthijs Vellenga · 
Gijs Vermeulen · 
Chun Wei Cheung (stuurman)
Geert Cirkel · 
Matthijs Vellenga · 
Jan-Willem Gabriëls · 
Gijs Vermeulen